# Cryptic Crunch
Cryptic Crunch är ett musikalbum från 1999 av den svenska goatrancegruppen Hux Flux. Det släpptes den 28 oktober 1999 på skivbolaget Koyote Records.

## Låtlista
1. Calculus (9.27)
2. Tripple Nipple (8.02)
3. Nemo (8.43)
4. Experimenting With Potions (8.44)
5. Cryptic Crunch (8.35)
6. Short Circuit (8.48)
7. Elixir (8.04)
8. Alkaloid (8.07)
9. Nervoservo (8.32)